# هار جيلو
هار جيلو (بالعبرية:  הַר גִּלֹה) مستوطنة مجتمعية إسرائيلية، أقيمت عام 1968 جنوب محافظة القدس وسط الضفة الغربية على أراضي بلدة الولجة المُدمرة عام 1948 وأراضي من مدينة بيت جالا في محافظة بيت لحم، وتقع إداريًا ضمن اختصاص مجلس جوش عتصيون الإقليمي. في عام 2018 كان عدد سكانها 1,590 مستوطنًا.

## الجانب القانوني
يعتبر المجتمع الدولي المستوطنات الإسرائيلية في الضفة الغربية غير قانونية بموجب القانون الدولي، لكن الحكومة الإسرائيلية تعارض ذلك.